# Zębiełek pustelniczy
Zębiełek pustelniczy (Crocidura fischeri) – gatunek owadożernego ssaka z rodziny ryjówkowatych (Soricidae). Występuje jedynie w dwóch rejonach Afryki: Nguruman w Kenii oraz Himo w Tanzanii. Ssak o długości ciała 45-140 mm, ogona 45-90 mm i masie ciała 11-40 g. Zamieszkuje wszystkie typy roślinności i wzniesienia. Nie występuje w górach. Niewiele wiadomo na temat ekologii i wielkości populacji tego gatunku. Istnieje potrzeba zbadania relacji między C. fischeri a C. voi. W Czerwonej księdze gatunków zagrożonych został zaliczony do kategorii DD (niedostateczne dane). Zagrożeniem w przyszłości dla tego ssaka może być utrata siedlisk wskutek ekspansji rolnictwa i budowy kanałów nawadniających.